# Hunchun
Hunchun (léase Juéi-Chun) (en chino: 珲春市, pinyin: Huīchūn shì, en coreano: 혼춘시, transliteración: honchunsi) es una ciudad-condado de la República Popular de China ubicada en la Prefectura autónoma coreana de Yanbian de la provincia de Jilin en el extremo este del país. Limita con la provincia de Hamgyŏng del Norte de Corea del Norte y con el Krai de Primorie de Rusia. Cuenta con más de 250 000 habitantes, y cubre un área de 5145 kilómetros cuadrados.
La ciudad está situada cerca del trifinio de China, Rusia y Corea del Norte. Este está provisto de una plataforma de observación y es una atracción turística popular.
La ciudad se divide en cuatro subdistritos, cuatro poblados y cinco pueblos.

## Economía
Desde principios de 1990, el gobierno chino ha invertido en la transformación de Hunchun como un centro económico regional. El 9 de marzo de 1992, el parlamento chino aprobó la creación de la Zona Fronteriza de Cooperación Económica de Hunchun. El gobierno nacional y del gobierno provincial de Jilin han invertido en más de cuatro mil millones de yuanes en Hunchun en la década de 1990.
El 16 de marzo de 2013, se anunció un acuerdo conjunto para exportar textiles a Corea del Norte. Con los textiles se harían 8000 camisetas en Corea del Norte y se exportarían a China.
Zona Fronteriza de Cooperación Económica de Hunchun
Dicha zona fue creada en 2002 para ser una zona fronteriza de cooperación económica con un área de planificación de 24 km². En 2002 y 2001, se estableció una zona franca industrial y una Zona de Comercio Chino-Rusa. Al estar situado en la triple frontera entre China, Rusia y Corea del Norte, goza de una ubicación estratégica. La ciudad se centra en el desarrollo de procesamiento de alimentos de mar, la fabricación de productos electrónicos, bio-farmacia, industria textil, entre otras industrias. La Zona Franca de Exportación de Hunchun es una zona de 5 km² dentro de la Zona Fronteriza de Cooperación Económica de Hunchun. Goza de una buena infraestructura.

## Transporte
A principios de 1990, el gobierno de la provincia de Jilin construyó un ferrocarril y mejoró la carretera de acceso a Hunchun. Un puente sobre el río Tumen conecta Hunchun y el pueblo norcoreano de Wonjeong. El puente fue construido durante la ocupación japonesa en 1938. En 2010, el puente fue restaurado como parte de un acuerdo entre Corea del Norte y China para modernizar el puerto Rasŏn en Corea del Norte.
Además, se construyó una nueva línea ferroviaria que une Hunchun y Makhalino (una estación en la línea Ussuriisk-Jasán) en Rusia y que comenzó a funcionar en febrero de 2000.
En 2011 se inauguró una carretera que conecta a Rasŏn con Hunchun para el transporte de mercancías a Shanghái, a cambio de dos muelles para carbón y contenedores.